# BBC (性俚語)
BBC（为英文Big Black Cock的首字母缩略词），意为拥有大阴茎的黑人男性，也是一种聚焦于具有大阴茎的黑人男性的种族色情片类型。作为种族色情作品，这一主题在异性恋色情作品和同性恋色情作品中都有出现。
在英文世界，一些人认为BBC一词带有种族主义，体现了对黑人男性的迷恋，并延续了对黑人男性身体特征、性欲和性癖好的有害刻板印象。

## 描述
该术语源于对黑人男性阴茎较大这一刻板印象，被某些批评者认为是将黑人男性描绘为具有动物性和攻击性的形象。
这个缩写还在同性恋交友网站、色情影片及其他同性性空间中广泛使用。根据性别研究学者特里文·D·洛根（Trevon D. Logan）的说法，“BBC”这一缩写在这些场景中不仅仅指代阴茎的大小，还包括一些性特征，强调黑人男性作为受欢迎的性伴侣，通常包括对主导性、攻击性和白人伴侣的顺从等特征的描述。

## 反响
这个术语被认为具有种族主义的含义，体现了对黑人男性的恋物化，并且助长了关于黑人男性身体特征以及性欲和性倾向的有害刻板印象。
作家和活动家拉梅尔·阿弗利克表示，他发现「我的价值往往仅仅通过性来评估。总有人提到我拥有『BBC』（大黑屌）」。
勒龙·克拉克-奥利弗（Lerone Clarke-Oliver）在《Gay Times》上表示，「看到黑人男性在色情影片中被标签为『Thugs』或『BBC』（仅举两个有害的分类），或者『黑色[插入搜索词]』，这会对线下和现实世界产生心理上的后果」。
截至2022年，“BBC”是Pornhub上搜索量第20的色情类别。